# Skiff masculin aux Jeux olympiques d'été de 2008
Pour un article plus général, voir Aviron aux Jeux olympiques d'été de 2008.
Navigation
Athènes 2004 Londres 2012
L'épreuve masculine de skiff aux Jeux olympiques de 2008 s'est déroulée du 9 au 16 août 2008 sur le Parc aquatique olympique de Shunyi.

## Horaires
Les temps sont donnés en heure standard de la Chine (UTC+8)
| Date                  | Temps       | Série           |
| --------------------- | ----------- | --------------- |
| Samedi, 9 août 2008   | 14:50-15:50 | Qualifications  |
| Lundi, 11 août 2008   | 16:10-16:50 | Quart de finale |
| Lundi 11 août 2008    | 17:40-18:00 | Demi-finale E/F |
| Mercredi 13 août 2008 | 15:10-15:30 | Demi-finale C/D |
| Mercredi 13 août 2008 | 15:50-16:10 | Demi-finale A/B |
| Mercredi 13 août 2008 | 17:10-17:20 | Finale F        |
| Vendredi 15 août 2008 | 14:20-14:30 | Finale E        |
| Vendredi 15 août 2008 | 14:40-14:50 | Finale D        |
| Vendredi 15 août 2008 | 15:00-15:10 | Finale C        |
| Vendredi 15 août 2008 | 17:00-17:10 | Finale B        |
| Samedi 16 août 2008   | 15:50-16:00 | Finale A        |

## Médaillés
| Or     | Olaf Tufte Norvège             |
| Argent | Ondřej Synek Tchéquie          |
| Bronze | Mahe Drysdale Nouvelle-Zélande |

## Résultats

### Qualifications

#### Qualifications 1
| Classement | Athlète                | Pays      | Temps         | Notes |
| ---------- | ---------------------- | --------- | ------------- | ----- |
| 1          | Tim Maeyens            | Belgique  | 7 min 16 s 60 | Q     |
| 2          | André Vonarburg        | Suisse    | 7 min 26 s 21 | Q     |
| 3          | Ioánnis Chrístou       | Grèce     | 7 min 29 s 86 | Q     |
| 4          | Santiago Fernandez     | Argentine | 7 min 38 s 87 | Q     |
| 5          | Mohsen Shadi           | Iran      | 7 min 48 s 24 | SE/F  |
| 6          | Matthew Lidaywa Mwange | Kenya     | 8 min 16 s 09 | SE/F  |

#### Qualifications 2
| Classement | Athlète                    | Pays             | Temps         | Notes |
| ---------- | -------------------------- | ---------------- | ------------- | ----- |
| 1          | Mahe Drysdale              | Nouvelle-Zélande | 7 min 28 s 80 | Q     |
| 2          | Anderson Nocetti           | Brésil           | 7 min 35 s 52 | Q     |
| 3          | Oscar Vasquez              | Chili            | 7 min 39 s 58 | Q     |
| 4          | Andrei Jämsä               | Estonie          | 7 min 48 s 24 | Q     |
| 5          | Dhison Alexander Hernandez | Venezuela        | 7 min 54 s 52 | SE/F  |
| -          | Zhang Liang                | Chine            | DNS           |       |

#### Qualifications 3
| Classement | Athlète                  | Pays      | Temps         | Notes |
| ---------- | ------------------------ | --------- | ------------- | ----- |
| 1          | Lassi Karonen            | Suède     | 7 min 14 s 64 | Q     |
| 2          | Marcel Hacker            | Allemagne | 7 min 26 s 71 | Q     |
| 3          | Law Hiu Fung             | Hong Kong | 7 min 45 s 96 | Q     |
| 4          | Leandro Salvagno         | Uruguay   | 7 min 52 s 53 | Q     |
| 5          | Paul Etia Ndoumbe        | Cameroun  | 7 min 59 s 26 | SE/F  |
| 6          | Norberto Bernárdez Ávila | Honduras  | 9 min 01 s 27 | SE/F  |

#### Qualifications 4
| Classement | Athlète             | Pays               | Temps         | Notes |
| ---------- | ------------------- | ------------------ | ------------- | ----- |
| 1          | Ondřej Synek        | République tchèque | 7 min 23 s 94 | Q     |
| 2          | Mindaugas Griskonis | Lituanie           | 7 min 28 s 05 | Q     |
| 3          | Bajrang Lal Takhar  | Inde               | 7 min 39 s 91 | Q     |
| 4          | Mathias Raymond     | Monaco             | 7 min 51 s 69 | Q     |
| 5          | Chaouki Dries       | Algérie            | 7 min 57 s 65 | SE/F  |

#### Qualifications 5
| Classement | Athlète           | Pays            | Temps         | Notes |
| ---------- | ----------------- | --------------- | ------------- | ----- |
| 1          | Alan Campbell     | Grande-Bretagne | 7 min 14 s 98 | Q     |
| 2          | Peter Hardcastle  | Australie       | 7 min 17 s 74 | Q     |
| 3          | Patrick Loliger   | Mexique         | 7 min 22 s 55 | Q     |
| 4          | Ken Jurkowski     | États-Unis      | 7 min 25 s 13 | Q     |
| 5          | Ruslan Naurzaliev | Ouzbékistan     | 7 min 58 s 43 | SE/F  |

#### Qualifications 6
| Classement | Athlète          | Pays           | Temps         | Notes |
| ---------- | ---------------- | -------------- | ------------- | ----- |
| 1          | Olaf Tufte       | Norvège        | 7 min 20 s 20 | Q     |
| 2          | Sjoerd Hamburger | Pays-Bas       | 7 min 27 s 05 | Q     |
| 3          | Aly Ibrahim      | Égypte         | 7 min 43 s 70 | Q     |
| 4          | Wang Ming-Hui    | Taipei chinois | 7 min 46 s 83 | Q     |
| 5          | Rodrigo Ideus    | Colombie       | 7 min 56 s 85 | SE/F  |

### Quarts de finale

#### Quart de finale 1
| Classement | Athlète         | Pays            | Temps         | Notes |
| ---------- | --------------- | --------------- | ------------- | ----- |
| 1          | Marcel Hacker   | Allemagne       | 6 min 48 s 85 | SA/B  |
| 2          | Alan Campbell   | Grande-Bretagne | 6 min 52 s 74 | SA/B  |
| 3          | André Vonarburg | Suisse          | 7 min 02 s 29 | SA/B  |
| 4          | Oscar Vasquez   | Chili           | 7 min 06 s 61 | SC/D  |
| 5          | Mathias Raymond | Monaco          | 7 min 11 s 66 | SC/D  |
| 6          | Aly Ibrahim     | Égypte          | 7 min 24 s 77 | SC/D  |

#### Quart de finale 2
| Classement | Athlète             | Pays     | Temps         | Notes |
| ---------- | ------------------- | -------- | ------------- | ----- |
| 1          | Olaf Tufte          | Norvège  | 6 min 53 s 59 | SA/B  |
| 2          | Mindaugas Griskonis | Lituanie | 6 min 54 s 47 | SA/B  |
| 3          | Ioánnis Chrístou    | Grèce    | 6 min 58 s 28 | SA/B  |
| 4          | Patrick Loliger     | Mexique  | 7 min 04 s 30 | SC/D  |
| 5          | Anderson Nocetti    | Brésil   | 7 min 23 s 68 | SC/D  |
| 6          | Leandro Salvagno    | Uruguay  | 7 min 26 s 85 | SC/D  |

#### Quart de finale 3
| Classement | Athlète          | Pays               | Temps         | Notes |
| ---------- | ---------------- | ------------------ | ------------- | ----- |
| 1          | Ondřej Synek     | République tchèque | 6 min 50 s 23 | SA/B  |
| 2          | Tim Maeyens      | Belgique           | 6 min 52 s 70 | SA/B  |
| 3          | Peter Hardcastle | Australie          | 7 min 00 s 09 | SA/B  |
| 4          | Andrei Jämsä     | Estonie            | 7 min 05 s 48 | SC/D  |
| 5          | Wang Ming-Hui    | Taipei chinois     | 7 min 17 s 08 | SC/D  |
| 6          | Law Hiu Fung     | Hong Kong          | 7 min 29 s 21 | SC/D  |

#### Quart de finale 4
| Classement | Athlète            | Pays             | Temps         | Notes |
| ---------- | ------------------ | ---------------- | ------------- | ----- |
| 1          | Mahe Drysdale      | Nouvelle-Zélande | 6 min 50 s 18 | SA/B  |
| 2          | Lassi Karonen      | Suède            | 6 min 50 s 40 | SA/B  |
| 3          | Ken Jurkowski      | États-Unis       | 6 min 53 s 26 | SA/B  |
| 4          | Sjoerd Hamburger   | Pays-Bas         | 6 min 57 s 24 | SC/D  |
| 5          | Bajrang Lal Takhar | Inde             | 7 min 19 s 01 | SC/D  |
| 6          | Santiago Fernandez | Argentine        | 7 min 27 s 60 | SC/D  |

### Demi-finales E/F

#### Demi-finales E/F 1
| Classement | Athlète                  | Pays        | Temps         | Notes |
| ---------- | ------------------------ | ----------- | ------------- | ----- |
| 1          | Mohsen Shadi             | Iran        | 7 min 20 s 34 | FE    |
| 2          | Rodrigo Ideus            | Colombie    | 7 min 29 s 71 | FE    |
| 3          | Ruslan Naurzaliev        | Ouzbékistan | 7 min 35 s 12 | FE    |
| 4          | Norberto Bernárdez Ávila | Honduras    | 8 min 29 s 65 | FF    |

#### Demi-finales E/F 2
| Classement | Athlète                    | Pays      | Temps         | Notes |
| ---------- | -------------------------- | --------- | ------------- | ----- |
| 1          | Dhison Alexander Hernandez | Venezuela | 7 min 18 s 85 | FE    |
| 2          | Paul Etia Ndoumbe          | Cameroun  | 7 min 29 s 68 | FE    |
| 3          | Chaouki Dries              | Algérie   | 7 min 34 s 84 | FE    |
| 4          | Matthew Lidaywa Mwange     | Kenya     | 7 min 49 s 17 | FF    |

### Demi-finales C/D

#### Demi-finales C/D 1
| Classement | Athlète            | Pays           | Temps         | Notes |
| ---------- | ------------------ | -------------- | ------------- | ----- |
| 1          | Patrick Loliger    | Mexique        | 7 min 15 s 53 | FC    |
| 2          | Oscar Vasquez      | Chili          | 7 min 17 s 17 | FC    |
| 3          | Aly Ibrahim        | Égypte         | 7 min 20 s 73 | FC    |
| 4          | Bajrang Lal Takhar | Inde           | 7 min 23 s 00 | FD    |
| 5          | Wang Ming-Hui      | Taipei chinois | 7 min 23 s 75 | FD    |
| 6          | Law Hiu Fung       | Hong Kong      | 7 min 32 s 61 | FD    |

#### Demi-finales C/D 2
| Classement | Athlète            | Pays      | Temps         | Notes |
| ---------- | ------------------ | --------- | ------------- | ----- |
| 1          | Sjoerd Hamburger   | Pays-Bas  | 7 min 10 s 06 | FC    |
| 2          | Andrei Jämsä       | Estonie   | 7 min 16 s 38 | FC    |
| 3          | Anderson Nocetti   | Brésil    | 7 min 18 s 78 | FC    |
| 4          | Leandro Salvagno   | Uruguay   | 7 min 32 s 83 | FD    |
| 5          | Mathias Raymond    | Monaco    | 7 min 33 s 06 | FD    |
|            | Santiago Fernandez | Argentine | DNS           | DNS   |

### Demi-finales A/B

#### Demi-finales A/B 1
| Classement | Athlète          | Pays      | Temps         | Notes |
| ---------- | ---------------- | --------- | ------------- | ----- |
| 1          | Lassi Karonen    | Suède     | 6 min 57 s 28 | FA    |
| 2          | Olaf Tufte       | Norvège   | 6 min 58 s 23 | FA    |
| 3          | Tim Maeyens      | Belgique  | 6 min 59 s 65 | FA    |
| 4          | Marcel Hacker    | Allemagne | 7 min 03 s 05 | FB    |
| 5          | André Vonarburg  | Suisse    | 7 min 14 s 64 | FB    |
| 6          | Peter Hardcastle | Australie | 7 min 32 s 79 | FB    |

#### Demi-finales A/B 2
| Classement | Athlète             | Pays               | Temps         | Notes |
| ---------- | ------------------- | ------------------ | ------------- | ----- |
| 1          | Ondřej Synek        | République tchèque | 7 min 03 s 57 | FA    |
| 2          | Alan Campbell       | Grande-Bretagne    | 7 min 05 s 24 | FA    |
| 3          | Mahe Drysdale       | Nouvelle-Zélande   | 7 min 05 s 57 | FA    |
| 4          | Ioánnis Chrístou    | Grèce              | 7 min 06 s 02 | FB    |
| 5          | Ken Jurkowski       | États-Unis         | 7 min 11 s 52 | FB    |
| 6          | Mindaugas Griskonis | Lituanie           | 7 min 20 s 32 | FB    |

### Finales

#### Finale F
| Classement | Athlète                  | Pays     | Temps         | Notes |
| ---------- | ------------------------ | -------- | ------------- | ----- |
| 1          | Matthew Lidaywa Mwange   | Kenya    | 7 min 52 s 59 |       |
| 2          | Norberto Bernárdez Ávila | Honduras | 8 min 32 s 22 |       |

#### Finale E
| Classement | Athlète                    | Pays        | Temps         | Notes |
| ---------- | -------------------------- | ----------- | ------------- | ----- |
| 1          | Dhison Alexander Hernandez | Venezuela   | 7 min 05 s 12 |       |
| 2          | Mohsen Shadi               | Iran        | 7 min 06 s 54 |       |
| 3          | Ruslan Naurzaliyev         | Ouzbékistan | 7 min 09 s 98 |       |
| 4          | Rodrgio Ideus              | Colombie    | 7 min 18 s 61 |       |
| 5          | Paul Etia Ndoumbe          | Cameroun    | 7 min 21 s 34 |       |
| 6          | Chaouki Dries              | Algérie     | 7 min 32 s 82 |       |

#### Finale D
| Classement | Athlète            | Pays           | Temps         | Notes |
| ---------- | ------------------ | -------------- | ------------- | ----- |
| 1          | Leandro Salvagno   | Uruguay        | 7 min 04 s 13 |       |
| 2          | Law Hiu Fung       | Hong Kong      | 7 min 06 s 17 |       |
| 3          | Bajrang Lal Takhar | Inde           | 7 min 09 s 73 |       |
| 4          | Mathias Raymond    | Monaco         | 7 min 14 s 27 |       |
| 5          | Wang Ming-Hui      | Taipei chinois | 7 min 16 s 28 |       |

#### Finale C
| Classement | Athlète          | Pays     | Temps         | Notes |
| ---------- | ---------------- | -------- | ------------- | ----- |
| 1          | Sjoerd Hamburger | Pays-Bas | 6 min 58 s 71 |       |
| 2          | Anderson Nocetti | Brésil   | 7 min 01 s 54 |       |
| 3          | Patrick Loliger  | Mexique  | 7 min 03 s 97 |       |
| 4          | Oscar Vasquez    | Chili    | 7 min 07 s 02 |       |
| 5          | Andrei Jämsä     | Estonie  | 7 min 19 s 60 |       |
| 6          | Aly Ibrahim      | Égypte   | 7 min 26 s 06 |       |

#### Finale B
| Classement | Athlète             | Pays       | Temps         | Notes |
| ---------- | ------------------- | ---------- | ------------- | ----- |
| 1          | Marcel Hacker       | Allemagne  | 7 min 07 s 82 |       |
| 2          | Mindaugas Griskonis | Lituanie   | 7 min 09 s 23 |       |
| 3          | André Vonarburg     | Suisse     | 7 min 13 s 07 |       |
| 4          | Ioánnis Chrístou    | Grèce      | 7 min 17 s 74 |       |
| 5          | Ken Jurkowski       | États-Unis | 7 min 22 s 75 |       |
| 6          | Peter Hardcastle    | Australie  | 7 min 27 s 34 |       |

#### Finale A
| Classement | Athlète       | Pays               | Temps         | Notes |
| ---------- | ------------- | ------------------ | ------------- | ----- |
|            | Olaf Tufte    | Norvège            | 6 min 59 s 83 |       |
|            | Ondřej Synek  | République tchèque | 7 min 00 s 63 |       |
|            | Mahe Drysdale | Nouvelle-Zélande   | 7 min 01 s 56 |       |
| 4          | Tim Maeyens   | Belgique           | 7 min 03 s 40 |       |
| 5          | Alan Campbell | Grande-Bretagne    | 7 min 04 s 47 |       |
| 6          | Lassi Karonen | Suède              | 7 min 07 s 64 |       |

## Note
- Cet article est partiellement ou en totalité issu de l'article intitulé « Résultats détaillés des épreuves d'aviron aux Jeux olympiques d'été de 2008 » (voir la liste des auteurs).